# The Compact XTC
The Compact XTC è il terzo album raccolta di singoli degli XTC, pubblicato nel 1985.

## Il disco
Terza compilation della band di Swindon, è praticamente una versione in CD di Waxworks: Some Singles 1977-1982, con sei tracce in più. Non esiste una versione in vinile di questa raccolta.

## Tracce
1. Science Friction (Andy Partridge) – 3:12
2. Statue of Liberty (Partridge) – 2:25
3. This Is Pop (Partridge) – 2:39
4. Are You Receiving Me? (Partridge) – 3:03
5. Life Begins at the Hop (Colin Moulding) – 3:47
6. Making Plans for Nigel (Moulding) – 3:53
7. Wait Till Your Boat Goes Down (Partridge) – 4:34
8. Generals and Majors (Moulding) – 3:42
9. Towers of London (Partridge) – 4:38
10. Sgt. Rock (Is Going to Help Me) (Partridge) – 3:36
11. Senses Working Overtime (Partridge) – 4:34
12. Ball and Chain (Moulding) – 4:30
13. Great Fire (Partridge) – 3:50
14. Wonderland (Moulding) – 4:15
15. Love on a Farmboy's Wages (Partridge) – 3:59
16. All You Pretty Girls (Partridge) – 3:59
17. This World Over (Partridge) – 4:45
18. Wake Up (Moulding) – 3:40